# Arschloch
Arschloch steht vulgär-umgangssprachlich für den Anus. Das Wort wird hauptsächlich als Schimpfwort gebraucht.

## Etymologie
Der Wortbestandteil Arsch findet sich in allen germanischen Sprachen (alts., altn., schwed., ahd., mhd. und frnhd. ars; altenglisch ærs, neuenglisch arse, vor allem im amerikanischen Englisch auch ass; Niederländisch aars; niederdeutsch ors, auch nors, mors) und erlaubt die Rekonstruktion des urgermanischen Nomens *arsaz. Wahrscheinlich ist eine Verwandtschaft mit altgriechisch ὄρρος (órros) „Schwanz“, das ebenfalls als Kraftausdruck für das Gesäß gebraucht und daher in gehobener Sprache vermieden wurde. Zu einer möglichen urindogermanischen Nomen *h₁ors- werden auch air. err „Schwanz“ und hethitisch arraš „Gesäß“ gerechnet.
Der Begriff Loch ist althochdeutschen Ursprungs und bedeutet Öffnung. Die Kombination dürfte frühmittelalterlich sein, da sie inhaltsgleich sowohl im Englischen als auch im Deutschen vorkommt. Im Althochdeutschen ist für den Anus dagegen primär der Ausdruck Darm, Derm zu finden, der später auf das Intestinum übertragen wurde.

## Fingerzeichen

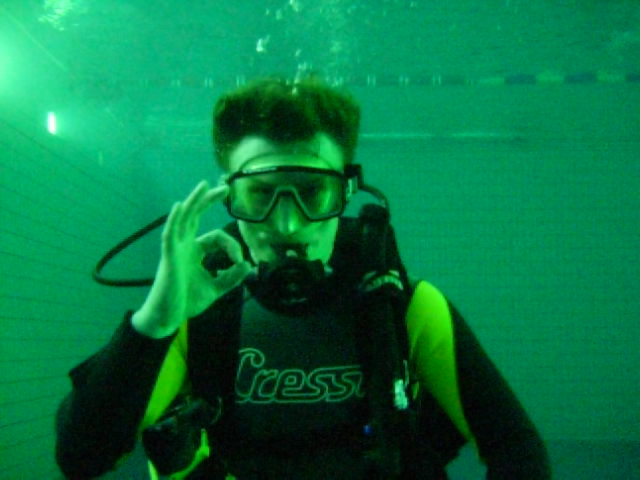
Das Fingerzeichen für „Arschloch“ wird auch als Zeichen für Okay benutzt

Ein Fingerzeichen für Arschloch ist ein aus Daumen und Zeigefinger gebildeter Kreis. Dies wird beispielsweise als Beschimpfung unter Autofahrern und in vielen Regionen der Welt (z. B. Brasilien) verwendet. Das gleiche Zeichen kann auch als ok verstanden werden, z. B. als normiertes Tauchzeichen.

## Rechtsfragen
Das Schimpfwort „Arschloch“ kann im deutschen Strafrecht den Tatbestand der Beleidigung nach § 185 StGB erfüllen. Beleidigung ist die Kundgabe von Missachtung oder Nichtachtung gegenüber dem beleidigten Opfer oder Dritten in dem Willen, dass diese Äußerung auch zur Kenntnis genommen wird. Es muss die Absicht bestehen, das Opfer herabzuwürdigen und dessen Ehre zu verletzen. Zu unterscheiden ist hierbei zwischen bloßer Schmähkritik und Werturteilen. Bloße Schmähkritik umfasst insbesondere Schimpfworte wie „Arschloch“, „Nichtsnutz“ „Idiot“ usw. Dem Beleidiger kommt es darauf an, das Opfer in seiner Ehre zu verletzen, die Diffamierung steht im Vordergrund, die Kritik im Hintergrund. Werturteile dagegen sind gemäß Art. 5 GG von der Meinungsfreiheit geschützt.
Gemäß Rechtsprechung des Amtsgerichts Ehingen (Donau) (Aktenzeichen 2 Cs 36 Js 7167/09) ist die Äußerung „Leck mich am Arsch“ in einem verhandelten Einzelfall keine Beleidigung im Sinne des § 185 StGB.
Wer im Arbeitsrecht seinen Vorgesetzten mit „altes Arschloch“ tituliert, darf nicht fristlos entlassen, aber abgemahnt werden. Im Mietrecht rechtfertigt die während eines Streits ausgesprochene schwere Beleidigung „Du Arschloch“ gegenüber dem Vermieter eine fristlose Kündigung. Die bewusste und wiederholte grobe Beleidigung des Vermieters (zweimal „Arschloch“ hintereinander), die keinem momentanen Kontrollverlust entspringt, rechtfertigt die fristlose Kündigung von Mietverträgen. Das Landgericht Köln verkannte in diesem Urteil nicht, dass eine beleidigende Äußerung entschuldbar sein kann, wenn sie aus einer Provokation heraus oder im Zusammenhang einer streitigen Atmosphäre heraus erfolgte sowie wenn sie als eine momentane und ganz vereinzelte Unbeherrschtheit zu bewerten ist. Im Straßenverkehrsrecht löst die Beleidigung als „Arschloch“ ein Bußgeld von bis zu 1.500 Euro aus.
Der Staatsanwalt des Kantons Basel-Landschaft erkannte im September 2017 im Wort Scholarch (Schuloberhaupt) eine Beleidigung in einem Fall, in dem es als Anagramm für Arschloch verwendet wurde; er verhängte dann eine Buße von 150 Franken. Der Verfasser zog das Verfahren an das Strafgericht weiter, welches ihn zur Übernahme von Gerichts- und Anwaltskosten verurteilte. Seit Dezember 2019 ist diese Frage nun auch höchstrichterlich geklärt; das Bundesgericht stützte die Ansicht des Strafgerichtes und verrechnete 3000 Schweizer Franken Gerichtskosten.

## Verwendung in der Literatur
Belletristik:
- In Charles Bukowskis Werk Post Office  – deutsch: Der Mann mit der Ledertasche (1971) – beginnt ein Absatz mit: “What’s wrong with assholes, baby?” („Was hast du denn gegen Arschlöcher, Baby?“)[10] und auch sonst setzt er das Wort nicht eben sparsam ein.
- Roland Topor schrieb 1975 Mémoires d’un vieux con, deutsch: Memoiren eines alten Arschlochs – eine fiktive Autobiografie.[11]
- Das Kleine Arschloch von Walter Moers ist eine bekannte Comicfigur.

Sachliteratur:
- Der Philosophieprofessor Aaron James von der University of California schrieb das Buch Assholes. A Theory, in dem er eine Untersuchung über die Charakterzüge typischer Arschlöcher anstellt.[12]
- In Bezug auf das Betriebsklima in Unternehmen beschreibt der Organisationspsychologe Robert I. Sutton, Professor an der Stanford Graduate School of Business, ebenfalls Erkennungsmerkmale von „Arschlöchern“ in seinem Buch Der Arschloch-Faktor: Vom geschickten Umgang mit Aufschneidern, Intriganten und Despoten in Unternehmen (Heyne 2008,[13] als The No Asshole Rule: Building a Civilized Workplace and Surviving One That Isn’t 2007 erschienen), anhand derer auch entsprechende Bewerber erkannt werden können, um ihre Einstellung zu vermeiden. Sie schaden seiner Meinung nach der Produktivität des Unternehmens. Er betont, dass die extreme Wortwahl erforderlich sei.

Zeitung:
- Georg Seeßlen – Definition in Die Tageszeitung:  „Wenn jemand für einen kleinen Vorteil für sich selbst einen großen Nachteil bei anderen Menschen in Kauf nimmt, ist das schon eine ziemliche Arschlöchigkeit. Je kleiner der eigene Vorteil im Verhältnis zum Nachteil anderer, desto höher der A-Faktor. Der anständige Mensch beginnt, wo man einen kleinen eigenen Nachteil zugunsten eines größeren Vorteils für andere in Kauf nimmt. Wenn man allerdings einen großen eigenen Nachteil zugunsten eines kleinen Vorteils anderer in Kauf nimmt, ist man entweder scharf auf einen Heiligenschein oder hat ein kleines Problem mit dem „Helfersyndrom“. Und gerät schon wieder in Arschloch-Gefahr.“[14]

## Bühne
- Ein bekanntes Beispiel für die Nutzung in der Musik ist das Lied Schrei nach Liebe von den Ärzten, in dem es einem fiktiven Neonazi quasi ins Gesicht geschrien wird.
- Der Comedian Michael Mittermeier benennt ein bekanntes Lied seines Repertoires mit dem Titel Arschloch-Kind.
- Der Kabarettist und Autor Fritz Eckenga lobt das Ruhrgebiet folgendermaßen: „Die Arschlochdichte ist hier nicht so hoch.“[15]

## Zitat
- „Mit Verlaub, Herr Präsident, Sie sind ein Arschloch!“ (Joschka Fischer: Der Abgeordnete Fischer am 18. Oktober 1984 zum damaligen Bundestagsvizepräsidenten Richard Stücklen)[16]
- „Wir lassen uns die Ostpolitik nicht von den acht Arschlöchern in Karlsruhe kaputtmachen.“[17]
- „Wir befinden uns in einer politischen Kampagne, in der der Kandidat Uber heißt und der Gegner ein Arschloch namens Taxi.“ (Travis Kalanick)[18]